# Harald Klak
Harald Klak, Harald 'de bezoedelde', was een Deense koning in Jutland in verschillende perioden tussen 812 en 827. Hijzelf (of eventueel een naamgenoot) werd in 852 vermoord door edelen uit Saksen en bewakers van de Deense grens op beschuldiging van verraad. Godfried Haraldzoon was zijn zoon. Haralds broers waren hertog Hemming (gestorven 837), Anulo (gestorven 812) en Reginfried (gestorven 814).
Zoals zijn (groot)vader Halvdan, de oudste zoon van de Deense koning Siegfried, hoorde hij tot de Frankisch-gezinde partij in Denemarken. Hij werd in 814 voor het eerst verjaagd door zijn neven, de zonen van Godfred, die in 810 in Denemarken door zijn eigen lijfwacht was vermoord. Hemming I volgde Godfried als koning van Denemarken op, maar overleed in 811. Zijn neef Harald volgde Hemming op. Door onderhandelingen van Lodewijk de Vrome kon Harald terugkeren als mederegent. Harald zocht opnieuw zijn toevlucht bij Lodewijk de Vrome, nadat hij in 823 door zijn neven was verdreven. Twee van Godfreds zonen accepteerden Harald als mederegent, twee andere zonen gingen in landsvlucht. In het jaar 826 liet Harald zich, op advies van Ebo, een Frankische missionaris, in Mainz dopen, samen met zijn vrouw en met zijn zoon Godfred. Lodewijk had met afgezanten van de andere Deense partij, Godfrieds zonen, vredesbesprekingen gevoerd en kon Harald asiel verlenen als hij zijn land moest verlaten. Een zoon en een neef (Harald junior) van Harald werden aan het hof van Lodewijk opgenomen. Harald keerde naar Denemarken terug, maar werd in 827 door zijn mederegent (medekoning) Horik senior verdreven. Hij vestigde zich in de Friese gouw Rüstringen, dat hem door Lodewijk als leen gegeven was. Na 829 zwijgen de bronnen over deze Harald, totdat in 852 wordt vermeld dat een Harald, die jaren eerder voor Koning Horik vluchtte en vele jaren trouw onder de Franken leefde, door de Frankische edellieden die het grensgebied bestuurden, werd gedood vanwege een verdenking van verraad. 
De broers Harald junior en Rorek te Dorestad vanaf 841 waren waarschijnlijk oomzeggers van Harald Klak. Harald junior sneuvelde omstreeks 845, Rorek vluchtte naar het rijk van Lodewijk de Duitser, maar keerde omstreeks 850 in Dorestad.
Een zoon van Harald Klak (en een neef van Harald junior) was Godfred Haraldson, die in 828 met zijn ouders werd gedoopt, vanaf 850 vanuit Denemarken overvallen pleegde, maar zich in 855 als vazal van Lotharius II in Dorestad vestigde.